# Oncideres pulchella
Oncideres pulchella är en skalbaggsart som beskrevs av Bates 1865. Oncideres pulchella ingår i släktet Oncideres och familjen långhorningar. Inga underarter finns listade i Catalogue of Life.